# ترود دوثان
ترود دوثان (بالألمانية: Trude Dothan)‏ (و. 1922 – 2016 م) هي عالمة الإنسان، وعالمة آثار، وأستاذة جامعية من إسرائيل . ولدت في فيينا.
وهي عضوة في المعهد الألماني للآثار.

## التعليم
تعلمت في الجامعة العبرية في القدس.

## جوائز
حصلت على جوائز منها:
- جائزة إسرائيل.

## روابط خارجية
- ترود دوثان على موقع IMDb (الإنجليزية)